# (2143) Jimarnold
(2143) Jimarnold est un astéroïde de la ceinture principale.

## Description
(2143) Jimarnold est un astéroïde de la ceinture principale. Il fut découvert le 26 septembre 1973 à l'Observatoire Palomar par Eleanor Francis Helin. Il présente une orbite caractérisée par un demi-grand axe de 2,28 UA, une excentricité de 0,23 et une inclinaison de 8,4° par rapport à l'écliptique.

## Compléments